# Хелена фон Пфалц-Зимерн
Хелена фон Пфалц-Зимерн (на немски: Helena von Simmern; * 13 юни 1532, † 5 февруари 1579, замък Шварценфелс, Зинтал) от род Вителсбахи, е принцеса от Пфалц-Зимерн и чрез женитба графиня на Ханау-Мюнценберг.

## Живот
Тя е най-малкото дете на пфалцграф и херцог Йохан II фон Зимерн (1492 – 1557) от род Вителсбахи и Беатрикс фон Баден (1492 – 1535). Сестра е на Фридрих III (1515 – 1576), от 1559 курфюрст на Пфалц, Георг (1518 – 1569), от 1559 г. херцог на Пфалц-Зимерн, Райхард (1521 – 1598), херцог на Зимерн, Сабина (1528 – 1578), съпруга от 1544 г. на граф Ламорал Егмонт (1522 – 1568).
Хелена се омъжва на 22 ноември 1551 г. за граф Филип III фон Ханау-Мюнценберг (* 30 ноември 1526, † 14 ноември 1561). След ранната смърт на нейния съпруг тя ръководи делата в имперския камерен съд, за да получи опекунството за още малолетния си наследник, Филип Лудвиг I. Тя самата не е поставена за опекун.
Като вдовица Хелена живее първо в дворец Щайнау, по-късно в замък Шварценфелс, където умира. След нейната смърт е закарана в оловен ковчег в Ханау и там е погребана до нейния съпруг в църквата „Св. Мария“.

## Деца
- Филип Лудвиг I (* 21 ноември 1553, † 4 февруари 1580)
- Доротея (* 4 февруари 1556, † 5 септември 1638), омъжена два пъти
- Вилхелм Райнхард (* 28 септември 1557, † 17 февруари 1558)
- Йохан Филип (* 6 ноември 1559, † 22 април 1560)
- Мария (* 20 януари 1562, † 15 февруари 1605), умира неомъжена.